# مارك غراهام
مارك غراهام (بالإنجليزية: Mark Graham)‏ (24 أكتوبر 1974 نيوري المملكة المتحدة - ) هو لاعب كرة قدم بريطاني، يلعب كلاعب وسط، لعب 89 مباراة وسجل 3 أهداف.

## مسيرته

### مسيرته مع الأندية
- 1995 - 1999 لعب مع كوينز بارك رينجرز 20 مباراة.
- 1999 - 1999 لعب مع كامبريدج يونايتد مباراة.
- 2000 - 2000 لعب مع ستيفيناغ بوروه 10 مباريات سجل خلالها هدف.
- 2000 - 2002 لعب مع نادي ألدرشوت تاون 58 مباراة سجل خلالها هدفين.

## روابط خارجية
- مارك غراهام على موقع قاعدة بيانات كرة القدم.إي يو (الإنجليزية)
- مارك غراهام على موقع Soccerbase.com (لاعب) (الإنجليزية)